# 1,1,1,3,3,3-六氟丙烷
1,1,1,3,3,3-六氟丙烷是一种有机化合物，一种有机氟化物。它是一种无色气体，通常以液化气体的形式提供。它可用作阻燃剂、发泡剂、高效制冷剂、冷却剂、介电气体、灭菌剂载体、聚合介质、载液、置换干燥剂、热力学循环工作流体等，被火星立方星一号飞船用作冷气体火箭推进剂。
1,1,1,3,3,3-六氟丙烷是一种温室气体；其全球变暖潜能值为9810。
它可在低含量特定杂质的碳负载三价铬（如氯化铬）形式的催化剂存在下，通过1,1,1,3,3,3-六氯丙烷与氟化氢在气相中在250-400°C的温度下制备。